# Promynoglenes minuscula
Promynoglenes minuscula är en spindelart som beskrevs av A. David Blest och Vink 2003. Promynoglenes minuscula ingår i släktet Promynoglenes och familjen täckvävarspindlar. Inga underarter finns listade i Catalogue of Life.